# Les Petits Câlins
Pour plus de détails, voir Fiche technique et Distribution.
Les Petits Câlins est une comédie romantique française de Jean-Marie Poiré sortie en 1978.

## Synopsis
L'histoire de trois amies parisiennes qui habitent dans le même logement. La première (Sylvie) est vendeuse de vêtements sur les marchés, la deuxième (Corinne) travaille dans un restaurant universitaire et la troisième (Sophie) est sans emploi. Cette dernière se déplace à moto de grosse cylindrée. Divorcée, mère d'une petite Paméla dont son ancien mari a la garde exclusive, Sophie établit une relation amoureuse avec Antoine, un jeune architecte, qui l'aime mais supporte difficilement de la voir prendre toutes les initiatives.

## Fiche technique
Sauf indication contraire, les informations mentionnées dans cette section peuvent être confirmées par la base de données cinématographiques Unifrance,  présente dans la section « Liens externes ».
- Titre original : Les Petits Câlins
- Réalisation : Jean-Marie Poiré
  - Assistant réalisateur : Rémy Duchemin
- Scénario : Jean-Marie Poiré
- Musique : Martin Dune, Golden Earing, Bryan Ferry, Roxy Music[1]
- Photographie : Edmond Séchan
- Montage : Marie-Josèphe Yoyotte
- Décors : Noëlle Galland
- Son : Pierre Lenoir
- Production : Alain Poiré, Yves Robert, Daniel Toscan du Plantier, Nicolas Seydoux
- Société de production : La Guéville, Gaumont
- Pays d'origine :  France
- Langue originale : français
- Format : couleur eastmancolor - 1,66:1 - Son mono - 35 mm
- Genre : comédie de mœurs[2], comédie romantique
- Durée : 96 minutes
- Date de sortie :
  - France : 25 janvier 1978

## Distribution
- Dominique Laffin : Sophie
- Caroline Cartier : Sylvie
- Josiane Balasko : Corinne
- Roger Miremont : Antoine
- Jacques Frantz : Marc, le sportif
- Patrick Cartié : Jean-Pierre, le motard[3]
- Claire Maurier : La mère de Sophie
- Jean Bouise : Le père de Sophie
- Françoise Bertin : La mère d'Antoine
- Jacques Maury : Margeron
- Rémy Carpentier : Le serrurier[3]
- Albert Dray : Le marchand ambulant
- Marc Eyraud : Le libraire
- Gérard Jugnot : Le voisin
- Claude Furlan : Le camionneur[3]
- Jean-Jacques Moreau : Hubert, l'ex de Sophie, le père de Pamela
- Marie Pillet : une marchande ambulante
- Roger Souza : Le vendeur de la voiture
- Marie Déa : La papetière
- Clémentine Autain : Pamela, la fille de Sophie et Hubert[4] (non créditée)

## Thèmes
Le film met en scène l'émancipation des femmes à la fin des années 70. La publicité radio lors de la sortie en salles clamait : « Maintenant ce sont les filles qui draguent ». Comme le note Thomas Morales, Les Petits Câlins saisit « cette bascule où la femme forte prend le pouvoir dans les rapports de séduction mais surtout où elle s’interroge sur le sens de sa vie dans une société consumériste ».